# Geschäftszimmer
Das Geschäftszimmer (offizielle Abkürzung nach Zentraler Dienstvorschrift (ZDv) 64/10 GeschZi; umgangssprachliche Abkürzung GeZi) bezeichnet in der Ablauforganisation der Bundeswehr eine Stelle und umgangssprachlich auch den Raum einer Kompanie, wo Verwaltungsaufgaben erledigt werden. Eine ältere, sehr gängige Bezeichnung ist „Schreibstube“.

## Allgemeines
Im weiteren Sinne sind auch die in ihm arbeitenden Geschäftszimmersoldaten damit gemeint. Es ist als Kompaniegeschäftszimmer Teil des Innendienstes. Das Geschäftszimmer ist dem Kompaniefeldwebel (auch „Spieß“ genannt) und dem Kompaniechef untergeordnet und erhält von diesen Aufträge.

## Aufgaben
Dem Geschäftszimmer obliegen allgemeine Verwaltungsaufgaben, insbesondere:
- Erstellung der täglichen Stärkemeldung der Kompanie (Anwesenheit der Soldaten),
- Erstellung von Verpflegemeldungen, zum Beispiel für Biwak, Schießausbildung im Feld oder Kommandierungen,
- Führen der Personalakten von GWDL/FWDL,
- Führen der Urlaubsakten der gesamten Kompanie (mit Ausnahme des KpChefs),
- Erstellen von Lehrgangsunterlagen, zum Beispiel für Fahrschulausbildungen,
- Post- und Botengänge, sowie anschließende Postbearbeitung,
- Erstellung und Überwachung von Dienstplänen, Übersichten etc.,
- Verwaltung von Stundenzetteln und Forderungsnachweisen.

## Personal
Das Personal des Geschäftszimmers besteht zumeist aus einem Unteroffizier, der für den Stabsdienst ausgebildet wurde, und einem oder mehreren Mannschaftssoldaten. Die Mannschaftssoldaten werden oft im Rahmen einer Ausbildung am Arbeitsplatz (AAP) für ihre Tätigkeit befähigt. Auf der Stelle des Unteroffiziers kann auch ein dienstälterer Mannschaftssoldat (z. B. Haupt-, Stabs- oder Oberstabsgefreiter) eingesetzt werden.
Heutige Geschäftszimmer sind mit einem oder mehreren Arbeitsplatz-PCs ausgestattet, die die Tätigkeiten der Soldaten vereinfachen und beschleunigen. Office- und Computerkenntnisse sind deshalb ein wichtiges Kriterium bei der Auswahl von Geschäftszimmersoldaten.